# Sectoarele municipiului Chișinău

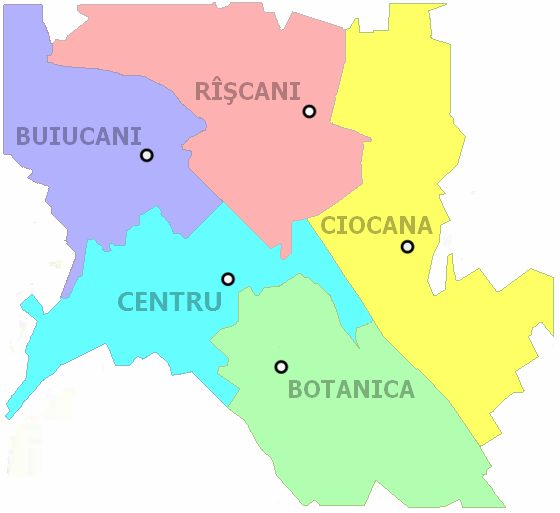
Sectoarele Chișinăului

Municipiul Chișinău din Republica Moldova este format din următoarele sectoare:
- Sectorul Botanica – partea de sud; cuprinde orașul Sîngera și comuna Băcioi;

- Sectorul Buiucani – partea centrală și de nord-vest; cuprinde orașele Durlești și Vatra, precum și satele/comunele Condrița, Ghidighici și Trușeni;

- Sectorul Centru – partea centrală și de vest; cuprinde orașul Codru;

- Sectorul Ciocana – partea de est; cuprinde orașul Vadul lui Vodă, precum și satele/comunele; Bubuieci, Budești, Colonița, Cruzești și Tohatin;

- Sectorul Rîșcani – partea centrală și de nord; cuprinde orașul Cricova și comunele Ciorescu, Grătiești și Stăuceni.